# Sylttjärnarna (Kalls socken, Jämtland, 704553-138379)
Sylttjärnarna är en sjö i Åre kommun i Jämtland och ingår i Indalsälvens huvudavrinningsområde.